# Kiberer
Der Ausdruck Kiberer (auch Kieberer, Kiwara) für den einzelnen Polizisten, für die Organisation: Kiberei (auch Kieberei, Kiwarei), wird in Österreich, speziell in Wien, umgangssprachlich für ‚Polizist‘ bzw. als Bezeichnung für die gesamte Polizei verwendet.
Definition nach Österreichischem Wörterbuch:
- Kiberei, die, auch: Kieberei (Rotwelsch-jiddisch) (in Wien, ugs., abwertend): [Kriminal]polizei.
- Kiberer, der, auch: Kieberer (in Wien, ugs., abwertend): Kriminalbeamter, Polizist. 
Nach Siegmund A. Wolf[2] kommt Kiberer von ‚kewjus‘ = Sicherheit.[3] Vergleiche das verwandte Wort rotwelscher Herkunft ‚Kiewisch‘ für Kiebitz. – Nach Peter Wehle hingegen stammt Kiberer von mhd. ‚kiben‘ oder ‚kabelen‘ = schimpfen ab.[3]
Vgl. Kriminalbeamter:[3]
- der Gschmierte, die Gschmierten (plural); die Schmier.
Vgl. Polizei:[3]
- die Heh: Wahrscheinlich nach dem Ruf des Polizisten „Heh!“ (vgl. Schranka, Wiener Dialektlexikon, 1905), vielleicht auch von Hecher als Bezeichnung für den mittelalterlichen Scharfrichter. Für unwahrscheinlich hält Girtler den Ansatz von Wehle, wonach sich Heh von der früheren berittenen Polizei, also von in der Höh, ableiten würde.
- die Polente: Gaunersprachliche Abwandlung für Polizei aus dem 19. Jahrhundert.[4]
- die Bullen.
Vorwiegend in Deutschland wird der Ausdruck Bulle als entsprechende Bezeichnung verwendet, siehe auch beispielhaft die Fernsehkriminalserie Der Bulle von Tölz.

Ein Zeugnis für die Verbreitung des Ausdrucks Kiberer ist, dass im Jahr 2001 Ernst Hinterberger als Autor und Wolfgang Böck für seine realistische Darstellung in den TV-Serien Kaisermühlen-Blues und Trautmann von der Vereinigung der Bundeskriminalbeamten Österreichs die Auszeichnung des Ehrenkieberers erhielten.

## Trivia

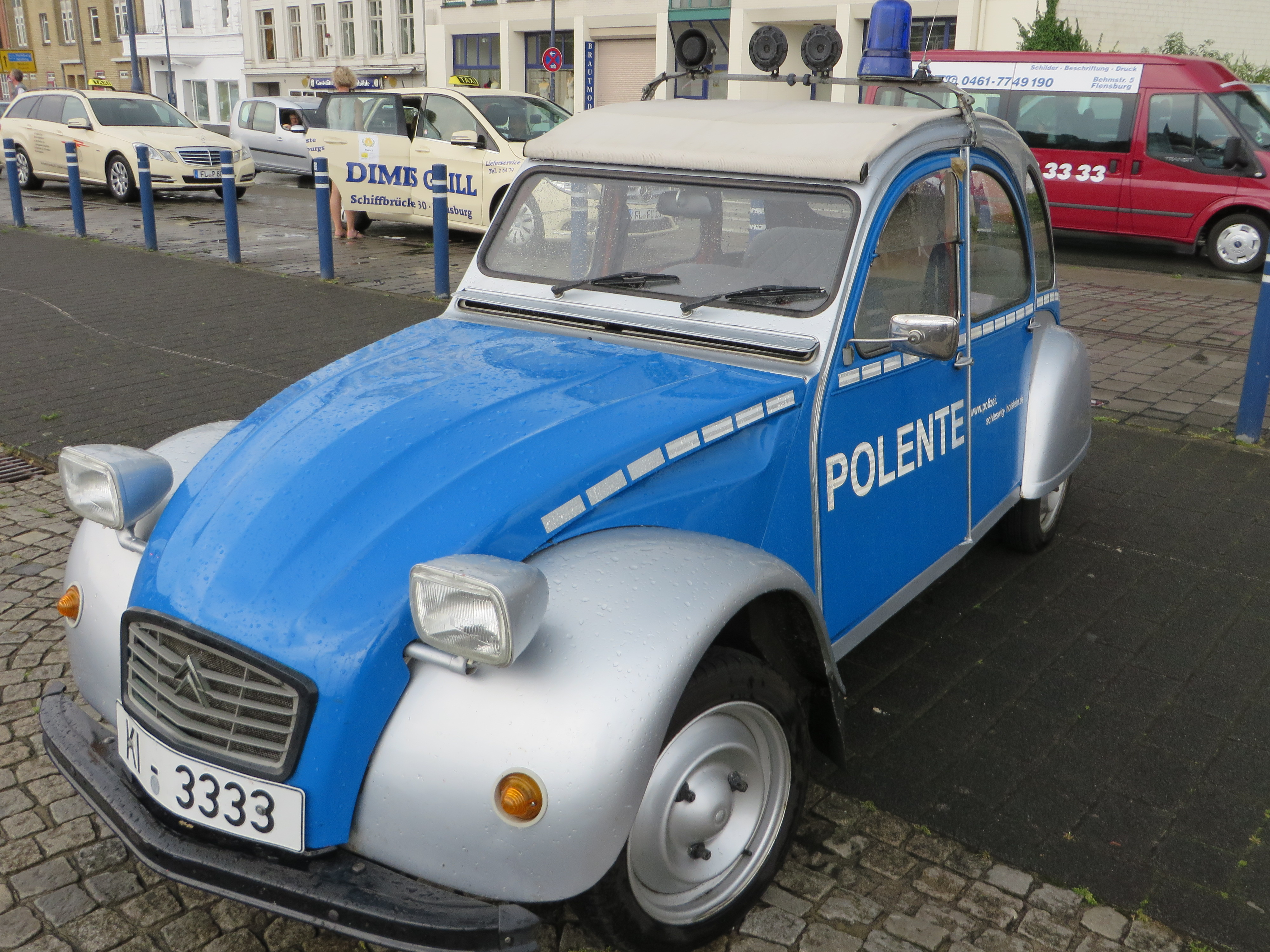
Eine „Polizei-Ente“ mit der Aufschrift „Polente“ in Schleswig-Holstein.

In der Kinder-Fernsehserie Hals über Kopf fuhr der von Wolfgang Gruner gespielte Polizeiobermeister Hund einen Citroën 2CV („Ente“) mit der markanten Aufschrift „Polente“ als Dienstwagen.
Im März 2005 wurde eine Grazerin mit einer Geldstrafe von 2 mal 60 Euro belegt, weil sie beim Feiern am Grazer Adventmarkt „Wir wollen die Kiberer sehen!“ gerufen hat (60 Euro wegen Lärmbelästigung, 60 Euro wegen Verletzung des öffentlichen Anstandes).